# جون لونش (لغوي)
جون لونش (بالإنجليزية: John Lynch) هو لغوي أسترالي، ولد في 8 يوليو 1946.